# Gruppo Sportivo Hockey Trissino 2024-2025
Questa voce raccoglie le informazioni riguardanti il Gruppo Sportivo Hockey Trissino nelle competizioni ufficiali della stagione 2024-2025.

## Maglie e sponsor
| 1ª divisa | 2ª divisa |

## Organigramma societario
- Presidente: Matteo Mastrotto
- Vicepresidente: Bruno Facchin
- Consigliere: Domenico Schiavo
- Direttore Sportivo: Mirco De Gerone
- Segretario: Roberta Bassanese

## Organico

### Giocatori
| N° | Naz.                  | Ruolo | Sportivo               |  |  |  |
| -- | --------------------- | ----- | ---------------------- |  |  |  |
| 1  | Italia (bandiera)     | P     | Stefano Zampoli        |  |  |  |
| 6  | Italia (bandiera)     | A     | Andrea Malagoli        |  |  |  |
| 7  | Italia (bandiera)     | A     | Giulio Cocco           |  |  |  |
| 8  | Italia (bandiera)     | A     | Gioele Piccoli         |  |  |  |
| 10 | Italia (bandiera)     | P     | Bruno Sgaria           |  |  |  |
| 17 | Angola (bandiera)     | D     | João Pinto             |  |  |  |
| 54 | Italia (bandiera)     | A     | Andrea Fantozzi        |  |  |  |
| 57 | Argentina (bandiera)  | A     | Reinaldo García Mallea |  |  |  |
| 66 | Spagna (bandiera)     | A     | Jordi Méndez           |  |  |  |
| 71 | Italia (bandiera)     | A     | Davide Gavioli         |  |  |  |
| 74 | Portogallo (bandiera) | A     | Alvaro Pereira Morais  |  |  |  |

### Staff tecnico
- Allenatore:  Tiago Sousa (1ª-24ª),  João Pinto (25ª-)

## Mercato
| Acquisti | Acquisti        | Acquisti     | Acquisti |
| R.       | Nome            | da           |          |
| -------- | --------------- | ------------ | -------- |
| A        | Andrea Fantozzi | Amatori Lodi |          |
| A        | Alvaro Morais   | Barcelos     |          |

| Cessioni | Cessioni       | Cessioni  | Cessioni |
| R.       | Nome           | a         |          |
| -------- | -------------- | --------- | -------- |
| D        | Diogo Neves    | Murches   |          |
| D        | Giulio Piccoli | HRC Monza |          |